# 豊秋村 (愛知県宝飯郡)
豊秋村（とよあきむら）は、愛知県宝飯郡にかつてあった村。
現在の豊川市（旧・小坂井町）の一部（小坂井町・篠束町・宿町・平井町など）に該当する。

## 歴史
- 1878年（明治11年） - 平井村、藤井新田が合併し、平井村となる。
- 1889年（明治22年）10月1日 - 小坂井村、篠束村、宿村、平井村が合併し、豊秋村が発足。
- 1906年（明治39年）9月12日 - 伊奈村と合併し、小坂井村が発足。同日豊秋村は廃止。